# Can Puvill
Can Puvill és una obra de Senan (Conca de Barberà) inclosa a l'Inventari del Patrimoni Arquitectònic de Catalunya.

## Descripció
Aquesta casa, com alguna altre del poble, sembla haver estat realitzada aprofitant els carreus del castell del qui avui no en queda cap vestigi. Les cases del poble de la comarca construïdes com aquesta al segle xviii, es realitzaven en reble o amb carreus molt menys ben construïts a no ser que es tractes d'una casa senyorial. En aquest cas la construcció presenta un èntasi en la façana per tal de suportar millor el pes d'aquesta bastida com diem, en carreus regulars d'importants dimensions per a un edifici domèstic.